# Thomas Vermaelen
Thomas Vermaelen (n. 14 noiembrie 1985, Antwerpen, Flandra, Belgia) este un fost fotbalist belgian care a evoluat pe postul de fundaș central. A avut și prezențe la echipa națională de fotbal a Belgiei.
Vermaelen s-a alăturat academiei de tineret al lui Ajax în 2000 și a câștigat titlul Eredivisie 2003–04 în primul său sezon la echipă. A petrecut o perioadă împrumutat la RKC Waalwijk înainte de a reveni la Ajax și de a câștiga Cupa KNVB și Johan Cruyff Shield. După plecarea lui Klaas-Jan Huntelaar în 2009, el a fost numit căpitanul echipei pentru restul sezonului. S-a alăturat lui Arsenal în 2009 și a fost inclus în Echipa Anului PFA din Premier League pentru acel sezon. După transferul lui Robin van Persie la Manchester United în august 2012, a fost numit căpitanul echipei, dar oportunitățile în primul unsprezece au fost limitate din cauza succesului noului duo defensiv al lui Arsenal, Per Mertesacker și Laurent Koscielny. În august 2014, a finalizat un transfer de 15 milioane de lire sterline la Barcelona în La Liga. În 2019, s-a alăturat lui Vissel Kobe înainte de a se retrage din fotbal în 2021.

## Statistici carieră

### Club
La 4 august 2014.
| Club                | Sezon         | Campionat | Campionat | Cupă    | Cupă   | Europa  | Europa | Total   | Total  |
| Club                | Sezon         | Meciuri   | Goluri    | Meciuri | Goluri | Meciuri | Goluri | Meciuri | Goluri |
| ------------------- | ------------- | --------- | --------- | ------- | ------ | ------- | ------ | ------- | ------ |
| Ajax                | 2003–04       | 1         | 0         | 0       | 0      | 0       | 0      | 1       | 0      |
| Waalwijk (împrumut) | 2004–05       | 13        | 2         | 1       | 0      | 0       | 0      | 14      | 2      |
| Ajax                | 2005–06       | 24        | 3         | 8       | 1      | 5       | 0      | 37      | 4      |
| Ajax                | 2006–07       | 23        | 0         | 10      | 0      | 7       | 0      | 40      | 0      |
| Ajax                | 2007–08       | 20        | 1         | 1       | 0      | 3       | 0      | 24      | 1      |
| Ajax                | 2008–09       | 31        | 4         | 2       | 0      | 9       | 1      | 42      | 5      |
| Ajax                | Ajax Total    | 99        | 8         | 21      | 1      | 24      | 1      | 144     | 10     |
| Arsenal             | 2009–10       | 33        | 7         | 1       | 0      | 11      | 1      | 45      | 8      |
| Arsenal             | 2010–11       | 5         | 0         | 0       | 0      | 0       | 0      | 5       | 0      |
| Arsenal             | 2011–12       | 29        | 6         | 4       | 0      | 7       | 0      | 40      | 6      |
| Arsenal             | 2012–13       | 29        | 0         | 3       | 1      | 7       | 0      | 39      | 1      |
| Arsenal             | 2013–14       | 14        | 0         | 5       | 0      | 2       | 0      | 21      | 0      |
| Arsenal             | Total         | 110       | 13        | 13      | 1      | 27      | 1      | 150     | 15     |
| Total carieră       | Total carieră | 222       | 23        | 35      | 2      | 51      | 2      | 308     | 27     |

### Internațional
La 4 august 2014.
| Belgia | Belgia  | Belgia |
| An     | Meciuri | Goluri |
| ------ | ------- | ------ |
| 2006   | 6       | 0      |
| 2007   | 5       | 0      |
| 2008   | 5       | 0      |
| 2009   | 11      | 1      |
| 2010   | 4       | 0      |
| 2011   | 2       | 0      |
| 2012   | 7       | 0      |
| 2013   | 6       | 0      |
| 2014   | 1       | 0      |
| Total  | 47      | 1      |

### Goluri internaționale
| 1                       | 14 noiembrie 2009 | Jules Ottenstadion, Gent, Belgia | Ungaria | 2–0 | 3–0 | Meci amical |
| Corect la 4 august 2014 |                   |                                  |         |     |     |             |

## Palmares

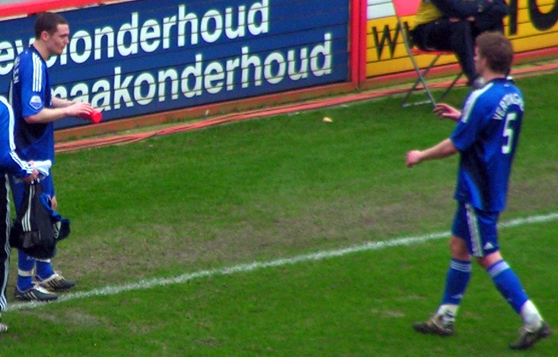
Vermaelen (stânga) și Jan Vertonghen la Ajax

### Club
Ajax
- Eredivisie (1): 2003–04
- KNVB Cup (2): 2005–06, 2006–07
- Johan Cruijff Shield (2): 2006, 2007

Arsenal
- FA Cup (1): 2013–14

### Individual
- PFA Premier League Team of the Year (1): 2009–10